# Barra do Chapéu
Barra do Chapéu este un oraș în São Paulo (SP), Brazilia.